# Хеллиер (река)
Хеллиер (англ. Hellyer River) — река в северо-западной части Тасмании (Австралия), правый приток реки Артур. Длина реки составляет около 61 км. Река названа в честь топографа Генри Хеллиера, открывшего её в 1827 году.

## География
Река Хеллиер берёт своё начало в гористой местности Суррей-Хилс (Surrey Hills) на северо-западе Тасмании, недалеко от горы Мури (Moory Mount), примерно в 1 км восточнее автомобильной дороги  Мерчисон-Хайвей (Murchison Highway). Исток реки находится на высоте около 730 м над уровнем моря.
Сначала река Хеллиер течёт на север, а затем на северо-запад. По ходу течения реку пересекают автомобильные дороги B18 Риджли-Хайвей (Ridgley Highway) и  Мерчисон-Хайвей (Murchison Highway). В районе пересечения с дорогой Мерчисон-Хайвей река течёт по одноимённому ущелью Хеллиер (Hellyer Gorge). Река Хеллиер впадает в реку Артур у южного склона горной гряды Кэмпбелл (Campbell Range), примерно в 4 км юго-западнее населённого пункта Уэст-Такон.
Площадь водосбора реки Хеллиер составляет 332 км² — это примерно 13 % общей площади бассейна реки Артур. Основными притоками реки Хеллиер являются реки Фосси (Fossey River, левый приток), Уэй (Wey River, правый приток) и Локвуд-Крик (Lockwood Creek, правый приток).

## История
Река была открыта в 1827 году топографом компании Van Diemen's Land Company Генри Хеллиером, который исследовал значительную часть северо-западных районов Земли Ван-Димена (так тогда называлась Тасмания). Изначально Хеллиер назвал её рекой Дон (Don River), но впоследствии она была переименована в его честь.

## Рыбная ловля
Река Хеллиер является популярным местом для рыбной ловли. В частности, в ней водится кумжа (Salmo trutta, англ. brown trout — коричневая форель), сезон ловли которой продолжается с начала августа по начало мая.